# Regeneration (1915)
Regeneration, também conhecido como The Regeneration (bra: Regeneração) é um filme mudo estadunidense de 1915, do gênero drama biográfico criminal, dirigido por Raoul Walsh, e estrelado por Rockcliffe Fellowes e Anna Q. Nilsson. O roteiro de Carl Harbaugh e do próprio Walsh foi baseado no livro de memórias "My Mamie Rose" (1903), de Owen Frawley Kildare; e na peça teatral homônima de 1908, de Kildare e Walter C. Hackett.
A produção foi o primeiro longa-metragem dirigido por Walsh. Era considerado perdido, até que uma cópia foi localizada no Museu de Arte Moderna de Nova Iorque.

## Sinopse
Citado como um dos primeiros longas-metragens sobre gângsteres, "Regeneration" conta a história de um pobre órfão que se reergue para controlar a máfia até conhecer uma mulher por quem vale a pena mudar.
O filme é uma "adaptação sincera" da autobiografia de Owen Frawley Kildare. A história segue a vida de Owen Conway (Rockcliffe Fellowes), um jovem irlandês que é forçado a uma vida de pobreza depois que sua mãe morre. Como resultado, Owen é forçado a viver na rua, eventualmente entrando na vida do crime. No entanto, Owen acaba sendo reformado pela benevolente assistente social Marie Deering (Anna Q. Nilsson). As escolhas de Deering deixam seu namorado Ames (Carl Harbaugh), um promotor público que declarou guerra às gangues, perplexo.

## Elenco
- Rockcliffe Fellowes como Owen Conway
- Anna Q. Nilsson como Marie "Mamie Rose" Deering
- James A. Marcus como Jim Conway
- Maggie Weston como Maggie Conway
- Willam Sheer como Skinny
- John McCann como Owen Conway (aos 10 anos)
- Harry McCoy como Owen Conway (aos 17 anos)

## Produção
Situado na cidade de Nova Iorque, "Regeneration" foi filmado em locações na Zona Leste de Nova Iorque, e utilizou prostitutas, gângsteres e moradores de rua reais como figurantes. O primeiro produzido pela Fox Film Corporation, precursora da 20th Century Fox.
Em 1915, o diretor Raoul Walsh, de 28 anos, estava em Nova Iorque com um contrato de três filmes com a Fox Film Corporation por US$ 400 por semana – ele recebeu "Regeneration" para dirigir e torná-lo o primeiro longa-metragem sobre gângsteres nos Estados Unidos. Baseado no livro "My Mamie Rose", a declaração de Raoul de que ele escreveu o roteiro sozinho foi contrariada por outros comentários dele mesmo, de que havia escrito juntamente com Carl Harbaugh. Raoul já havia interpretado John Wilkes Booth em "O Nascimento de uma Nação", e este foi seu primeiro projeto de direção em um longa. Walsh participou da produção de outros 140 longas-metragens.
Quando filmou a cena com atores pulando de um barco no rio, bombeiros e policiais apareceram para acalmar a "multidão", e Walsh foi levado para a delegacia local, achando graça da situação. O estúdio "aproveitou" a publicidade gratuita. O diretor de fotografia francês, Georges Benoit, estreou em projetos da Fox com esse filme.

## Lançamento
"Regeneration" foi originalmente lançado em 13 de setembro de 1915, com aclamação da crítica e sucesso de bilheteria. Foi relançado no cinema em 12 de janeiro de 1919.
O lançamento estava "repleto de elementos dramáticos que agradaram o grande público do cinema – violência e redenção, sentimento pesado, romance e tragédia". Ele abriu para o sucesso de crítica e bilheteria. William Fox ficou tão satisfeito que comprou a Walsh um automóvel Simplex, e lhe deu um salário de US$ 800 por semana, uma pequena fortuna em 1915. Walsh cimentou sua reputação como diretor de filmes de ação, embora os críticos observassem que ele "teve um presente para revelar vulnerabilidade emocional até em seus heróis mais difíceis e mais durões".

### Mídia doméstica
Em 2001, "Regeneration" foi lançada para a Região 1 em DVD pela Image Entertainment, junto com o filme "Young Romance", também de 1915. O mesmo conjunto de dois filmes foi lançado em DVD, fabricado sob demanda pela Image Entertainment em 2012. O filme está atualmente em domínio público.

## Legado
"Regeneration" foi anteriormente considerado perdido, mas foi redescoberto na década de 1970. Uma cópia do filme é preservada e mantida pelo Departamento de Cinema do Museu de Arte Moderna de Nova Iorque, e pela Film Preservation Associates. TimeOut escreveu que "intrigantemente, seu enredo agitado é revelado como contradizendo categoricamente o relato sinótico aceito e fornecido por Walsh em sua autobiografia. Lá, os destinos finais de Nilsson e Fellowes são revertidos, e um final é transposto inteiramente de outro filme". The Guardian diz que "é um marco na história dos filmes sobre gângsteres e, com seus temas religiosos, câmera móvel e evocação potente de seus locais sombrios, é o ancestral espiritual de Mean Streets, de Martin Scorsese".
A TimeOut diz que é notável por sua "abordagem notável ao elenco físico, um tratamento robusto de ação violenta, e um ritmo narrativo puro para envergonhar a ponderação contemporânea".
Em 2000, "Regeneration" foi selecionado para preservação no National Film Registry, seleção filmográfica da Biblioteca do Congresso dos Estados Unidos, como sendo "culturalmente, historicamente ou esteticamente significativo".